# Doris Köhler
Doris Köhler (* 15. September 1975 in Wien) ist eine  österreichische Kickboxerin und Boxerin. Seit 2002 erkämpfte sie insgesamt sieben Weltmeister- und vier Europameistertitel im Leicht- und Vollkontakt-Kickboxen nach Version der Kickboxverbände WKA, IAKSA und ISKA. Seit 2007 bestreitet sie auch Profiboxkämpfe nach Version der WIBF.

## Amateurkarriere
Ihre sportlichen Ambitionen begannen im Alter von acht Jahren mit Judo beim Wiener Verein Colop Samurai. Mit 17 Jahren wechselte sie zu WTF-Taekwondo, wo sie mehrere nationale und internationale Titel erreichte, und mit 19 Jahren schließlich zum Kickboxen beim Wiener Kampfsportverein Kumgang Wien. Unter ihren Trainern Roman Sendor und Robert Kolerus avancierte sie bald zum sportlichen Aushängeschild des Vereins und wurde 2002 bei der Weltmeisterschaft der WKA im italienischen Marina di Massa zum ersten Mal Kickboxweltmeisterin im Vollkontakt sowie Silbermedaillengewinnerin im Semikontakt. Es folgten 2003 weitere WKA-Weltmeistertitel im Vollkontakt mit Lowkicks in Antwerpen, Belgien, sowie im Leichtkontakt in Killarney, Irland. Bei der bisher mit ca. 2600 Sportlerinnen und Sportlern teilnehmerstärksten Kickbox-WM aller Zeiten – der von den Verbänden WKA und IAKSA 2004 gemeinsam ausgerichteten Veranstaltung in Basel, Schweiz – erkämpfte Doris Köhler Gold im Leichtkontakt sowie im Vollkontakt mit Lowkicks. 2005 holte sie die Weltmeistertitel im traditionellen Vollkontakt sowie im Vollkontakt mit Lowkicks bei der Weltmeisterschaft der IAKSA in Moskau, Russland. Auf ihr Konto gehen weiters bisher vier Europameistertitel der ISKA in den Jahren 2006 (Augsburg, Deutschland) und 2007 (Szentes, Ungarn) im traditionellen Vollkontakt, Vollkontakt mit Lowkicks und im Semikontakt.

## Profikarriere
Seit 2007 ist Doris Köhler – nach einem kurzen Abstecher ins österreichische Amateurboxen – vermehrt im Profiboxen nach Version der WIBF involviert. Unter dem Training des polnisch-österreichischen Ex-Olympiaboxers Mag. Jerzy Kisiel und unter den Fittichen des Karlsruher Boxtrainers und -promotors Jürgen Lutz, der schon die Karriere Regina Halmichs in ihren Anfängen begleitete, versucht sie, im internationalen Profizirkus Fuß fassen und ihre Erfolge als Amateur fortsetzen zu können.
Ihren ersten Profiboxkampf bestritt sie am 7. Januar 2007 in Knielingen gegen die Deutsche Isabell Hoher und gewann nach Punkten. Hoher beendete anschließend ihre Karriere. In ihrem zweiten Kampf am 31. März selben Jahres in Karlsruhe, erreichte sie ein Unentschieden gegen die ungeschlagene Deutsche Kira Schnürer.
Am 2. September 2007 unterlag sie in Berlin nach Punkten der ebenfalls ungeschlagenen Nadia Raoui. Am 9. Februar 2008 verlor sie zudem nach Punkten gegen die starke Israelin Hagar Finer, WIBF-Titelträgerin im Superfliegen- und Bantamgewicht. Den Rückkampf drei Wochen später in Israel, verlor Köhler durch t.K.o. in der neunten Runde.
Am 21. April 2012 boxte sie in Schwerin gegen Ina Menzer, unterlag dieser jedoch nach Punkten.

## Aktuelles
Doris Köhler ist Standortleiterin der größten österreichischen Kampfkunstschule YU Taekwondo in der Filiale Klosterneuburg, wo sie Taekwondo und Kickboxen unterrichtet. Darüber hinaus gibt sie Personaltraining-Stunden in diesen Sportarten und engagiert sich intensiv für die Jugend- und Nachwuchsarbeit im Kampfsport.

## Größte sportliche Erfolge
- 2009 Europameisterin im Profiboxen (WIBF)
- 2009 Vize-Weltmeisterin im Vollkontakt mit Lowkicks (Villach/Österreich, WAKO)
- 2007 Europameisterin Vollkontakt-Kickboxen mit Lowkicks (Szentes/Ungarn, ISKA)
- 2007 Europameisterin Vollkontakt-Kickboxen (Szentes/Ungarn, ISKA)
- 2006 Europameisterin Vollkontakt-Kickboxen mit Lowkicks (Augsburg/Deutschland, ISKA)
- 2006 Europameisterin Semikontakt-Kickboxen (Augsburg/Deutschland, ISKA)
- 2005 Weltmeisterin Vollkontakt-Kickboxen (Moskau/Russland, IAKSA)
- 2005 Weltmeisterin Vollkontakt-Kickboxen mit Lowkicks (Moskau/Russland, IAKSA)
- 2004 Weltmeisterin Vollkontakt-Kickboxen mit Lowkicks (Basel/Schweiz, WKA/IAKSA)
- 2004 Weltmeisterin Leichtkontakt-Kickboxen (Basel/Schweiz, WKA/IAKSA)
- 2003 Weltmeisterin Vollkontakt-Kickboxen mit Lowkicks (Antwerpen/Belgien, WKA)
- 2003 Weltmeisterin Leichtkontakt-Kickboxen (Killarney/Irland, WKA)
- 2002 Weltmeisterin Vollkontakt-Kickboxen (Marina di Massa/Italien, WKA)